# María Dolores Iduarte
María Dolores Iduarte Despuig (Barcelona, 1933-16 de septiembre de 2011) fue una académica y docente española, muy vinculada a los trabajos sobre calidad educativa.

## Trayectoria
Nació en Barcelona en 1933. Se licenció en Filosofía y Letras por la Universidad de Barcelona con una tesis titulada La Casa en Barcelona en la segunda mitad del siglo XV (1958). Su carrera se centró en la enseñanza de la Geografía e Historia en un instituto de educación secundaria catalán, donde alcanzó el cargo de catedrática en 2003. A lo largo de su trayectoria, Iduarte participó activamente en estudios sobre la didáctica de las ciencias sociales y en la evaluación del sistema educativo de Cataluña, contribuyendo también en proyectos relacionados con la proyección europea de la enseñanza.
Su labor docente se complementó con investigaciones como el estudio de los formularios medievales realizado en el Archivo General de la Corona de Aragón. Posteriormente, se especializó en la evaluación del sistema educativo. De sus publicaciones, cabe destacar el artículo Novela y fuentes orales: Gràcia 1930-1952, publicado en L'Avenç, en coautoría con Genoveva Biosca. Este trabajo recoge una colaboración entre estudiantes de secundaria y el archivo municipal del Distrito de Gracia, en Barcelona. 
Iduarte tuvo también un importante papel en la Sociedad Catalana de Geografía, a la que ingresó en la década de los ochenta del siglo XX, y donde participaba regularmente en diversas actividades, continuando el legado de su padre, Tomás Iduarte, uno de los firmantes de la carta fundacional de la Sociedad en 1935. Además, ocupó el cargo de secretaria ejecutiva del Consejo Superior de Evaluación del Departamento de Enseñanza de la Generalidad de Cataluña, un reconocimiento a su extensa trayectoria en el ámbito educativo.
Su interés por la cultura catalana la llevó a colaborar con el Instituto de Proyección Exterior de la Cultura Catalana, participando en actividades de difusión de la cultura catalana en el extranjero, como sus viajes a las islas Azores, Malta, Atenas y Rodas, así como su involucramiento con el Círculo de Hermanamiento Occitano-Catalán.
Falleció en Barcelona el 16 de septiembre de 2011.

## Reconocimientos
En 2020, fue incluida dentro del proyecto “Mujeres Investigadoras en los Archivos Estatales (1900-1970)” para la descripción archivística y creación de un micrositio específico en el Portal de Archivos Españoles (PARES), desarrollado entre 2020-2023. Este proyecto ha sido impulsado por la Subdirección General de Archivos Estatales, con el objetivo visibilizar la labor de investigación realizada en España por las mujeres en el intervalo 1900-1970 partiendo de los registros documentales que se conservan en los Archivos de Gestión de los AAEE del Ministerio de Cultura (el Archivo Histórico Nacional, el Archivo de la Corona de Aragón, el Archivo General de Simancas, el Archivo General de Indias, el Archivo de la Real Chancillería de Valladolid, el Archivo General de la Administración y el Centro de Información Documental de Archivos).